# Escut d'Utiel
L'escut oficial d'Utiel té el següent blasonament:
| « | Escut quadrilong de punta redona. En camp de gules, un castell d'or, maçonat de sable i aclarit d'atzur, sobremuntades les dues torres laterals d'estrelles d'argent de vuit puntes. Per timbre, una corona reial tancada. A la part externa de l'escut, un filacteri d'argent amb la llegenda de sable: MUY LEAL, MUY NOBLE Y FIDELÍSIMA CIUDAD DE UTIEL ('Molt lleial, molt noble i fidelíssima ciutat d'Utiel'). | » |

## Història
Resolució del 24 de febrer de 2003, del conseller de Justícia i Administracions Públiques. Publicat en el DOGV núm. 4.461, del 17 de març de 2003.
Es tracta de l'escut històric d'ús immemorial, amb la representació de l'antic castell de la ciutat, avui desaparegut, i amb la corona pròpia del Regne de Castella, al qual va pertànyer Utiel tradicionalment. L'ús del filacteri és un privilegi concedit a la ciutat pel rei Alfons XII.